# Rabat-Salé-Zemmour-Zaer
Rabat-Salé-Zemmour-Zaer (en àrab: الرباط سلا زمور زعير) era una de les setze regions en què està organitzat el Marroc abans de la reforma administrativa de 2015. La seva capital és Rabat. La regió està situada al nord-oest del país, a la costa de l'oceà Atlàntic. Al nord limita amb Gharb-Chrarda-Béni Hssen, al sud amb Chaouia-Ouardigha i al sud-est amb Meknès-Tafilalet. Té un total de 3.123.595 habitants repartits en 9.580 km².
En 2015 s'ha fusionat amb l'antiga regió de Gharb-Chrarda-Béni Hssen, composta de les províncies de Kenitra, Sidi Kacem i Sidi Slimane, per formar la nova regió de Rabat-Salé-Kenitra.

## Subdivisions
La regió es divideix en tres prefectures i una província:
| Subdivisions                  | Població en 1994 | Població en 2004 | Població en 2010 |
| ----------------------------- | ---------------- | ---------------- | ---------------- |
| Prefectura de Rabat           | 623.457          | 627.932          | 605.920          |
| Prefectura de Salé            | 631.803          | 823.485          | 918.021          |
| Prefectura de Skhirate-Témara | 244.801          | 393.262          | 491.356          |
| Província de Khémisset        | 485.541          | 521.815          | 523.617          |

## Demografia
| 2.649.863                                    | 3.361.422 | 3.752.806 |
| 1994, 2004 : cens oficial ; 2010 : estimació |           |           |